# Bubikon
Bubikon (veraltet Bubigheim; im Ortsdialekt Buebike [ˈbuə̯bikχə]) ist eine politische Gemeinde im Bezirk Hinwil des Kantons Zürich in der Schweiz.

## Geographie

Historisches Luftbild von 1922, aufgenommen aus 500 Metern Höhe von Walter Mittelholzer

Zur Gemeinde Bubikon (seit 1884) gehören die Dörfer Bubikon und Wolfhausen sowie die Weiler Barenberg (östlich von Wolfhausen), Berlikon (südlich von Wolfhausen), Bürg (nördlich von Wolfhausen), Lanzacher (nordwestlich von Bubikon), Wändhüslen (nördlich von Bubikon) und Widenswil (zwischen Bubikon und Wolfhausen).
Das Gemeindegebiet liegt als Teil des Zürcher Oberlands an der Wasserscheide zwischen Glatt und Zürichsee.
Der höchste Punkt im Gemeindegebiet ist der Hombergchropf (zwischen Bubikon und Bürg) mit 568 m; der tiefste Punkt ist die Schwarz, die das Gemeindegebiet nach Westen (Rüti ZH) verlässt, mit 480 m.

## Wappen
Blasonierung
Geviert: 1 in Rot ein durchgehendes silbernes Kreuz, 2 und 3 in Gold ein schwarzes lateinisches B, 4 in Schwarz ein silbernes Gabelkreuz

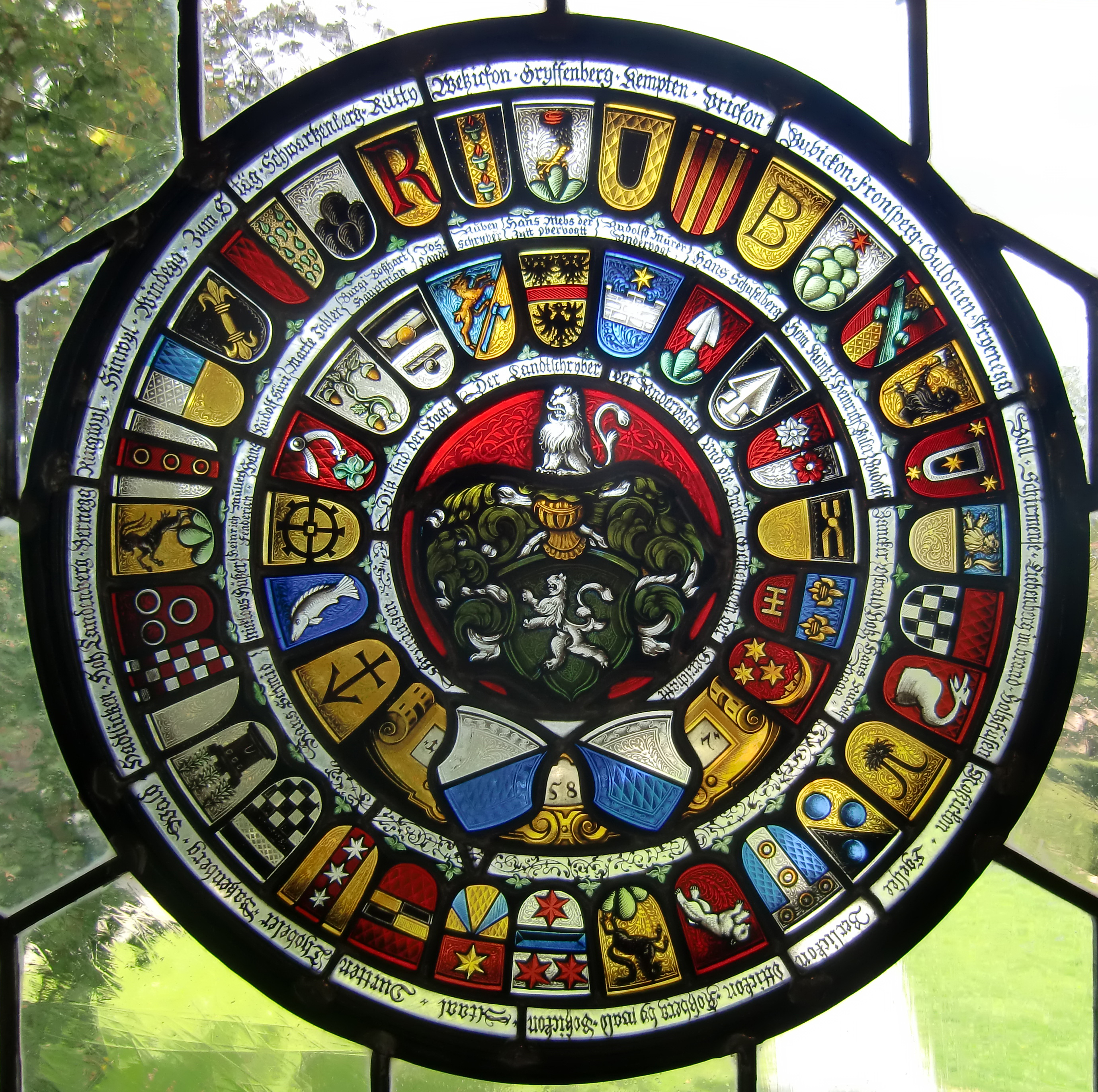
Wappen von Bubikon in der Grüninger Amtsscheibe von 1587. Im äusseren Ring, drittes Wappen von Oben rechts

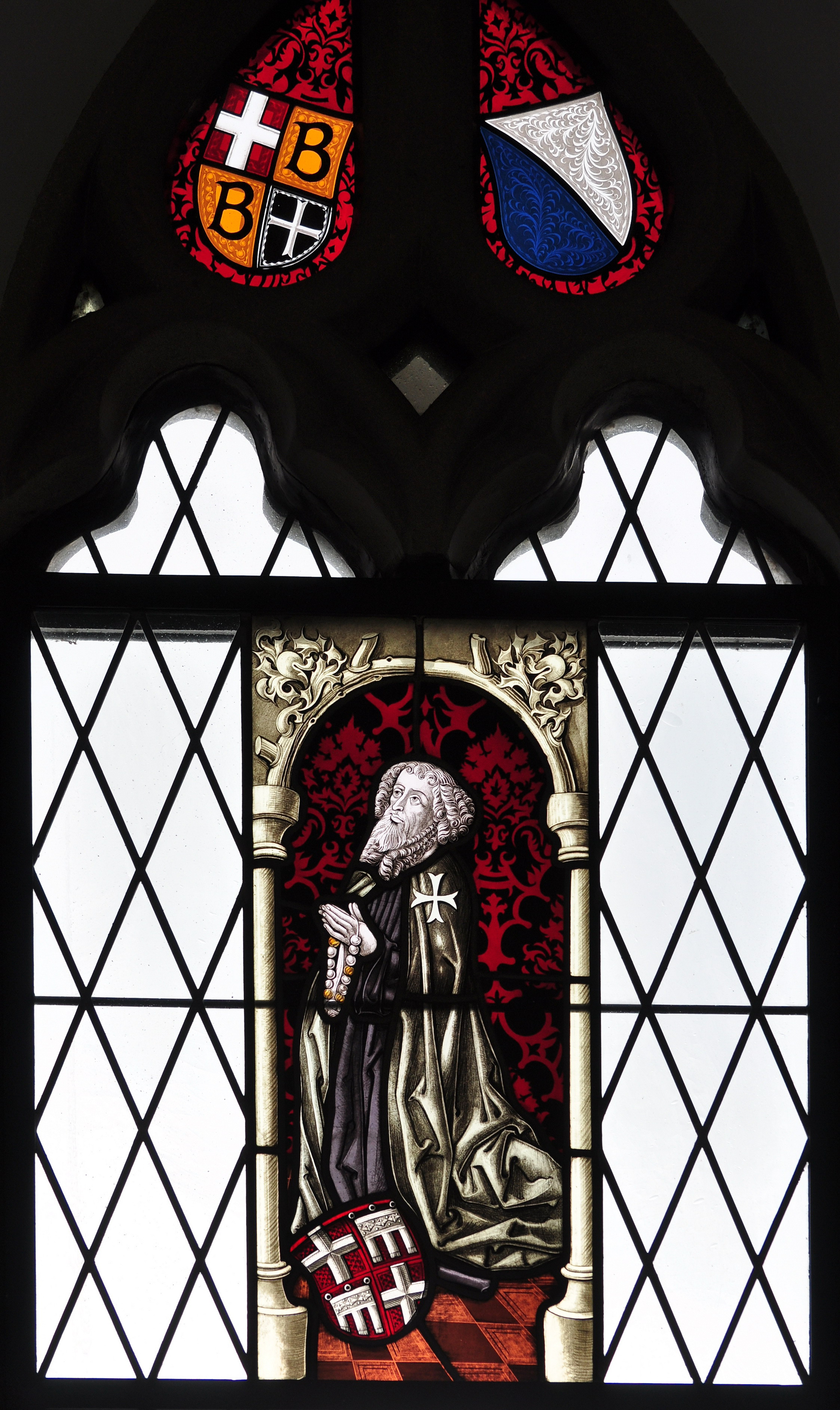
Wappenscheibe von Bubikon in der reformierten Kirche von Bubikon

Das heute verwendete Gemeindewappen entspricht dem Wappen, das bis 1527 von der Komturei Bubikon verwendet wurde.
Als Wappen des Amtes Bubikon ist im 16. Jahrhundert ein einfacher schwarzer Buchstabe B in Gold überliefert.
Dieses Wappen erscheint in der Chronik des Johannes Stumpf (1548), der Pfarrer und Prior im Ritterhaus zu Bubikon war, in der Grüninger Ämterscheibe von 1587, und wieder in einer Grüninger Bannerträgerscheibe von 1627.
David Herrliberger führt in seiner Helvetischen Topographie (1765) wieder das Komtureiwappen auf.
Im Zuge der Bereinigung der Zürcher Gemeindewappen schlug die heraldische Kommission die Übernahme einfacheren Wappens des Amtes Bubikon vor, der Gemeinderat lehnte aber ab, und das "traditionsreichere" Wappen mit dem Johanniterkreuz wurde am 14. Januar 1926 als offizielles Gemeindewappen eingeführt.

## Bevölkerung
| Bevölkerungsentwicklung | Bevölkerungsentwicklung | Bevölkerungsentwicklung | Bevölkerungsentwicklung |
| Jahr                    | Einwohner               | Jahr                    | Einwohner               |
| ----------------------- | ----------------------- | ----------------------- | ----------------------- |
| 1634                    | 262                     | 2016                    | 7'119                   |
| 1850                    | 1'591                   | 2017                    | 7'194                   |
| 1870                    | 1'489                   | 2018                    | 7'335                   |
| 1900                    | 1'555                   | 2019                    | 7'349                   |
| 1920                    | 1'809                   | 2020                    | 7'367                   |
| 1950                    | 2'265                   | 2021                    | 7'392                   |
| 1970                    | 3'244                   | 2022                    | 7'491                   |
| 2000                    | 5'424                   | 2023                    | 7614                    |
| 2005                    | 5'759                   |                         |                         |
| 2010                    | 6'573                   |                         |                         |
| 2015                    | 7'027                   |                         |                         |

### Religion
Am 31. Dezember 2011 gehörten 45 Prozent der Bevölkerung der evangelisch-reformierten Kirche und 26,2 Prozent der römisch-katholischen Kirche an. In Bubikon gibt es auch eine Freie Evangelische Gemeinde und die Martus-Gemeinde.

## Politik
Gemeindepräsident ist Hans-Christian Angele, FDP (Stand 2023).
Andrea Keller war von 2018 bis 2022 Gemeindepräsidentin, parteilos.
Christine Bernet war von 2014 bis 2018 Gemeindepräsidentin, FBV (Freie Bürger-Vereinigung Bubikon).
Bruno Franceschini war von 2002 bis 2014 Gemeindepräsident und gehörte der FBV (Freie Bürger-Vereinigung Bubikon) an.
Bei den Nationalratswahlen 2023 betrugen die Wähleranteile in Bubikon: SVP 32,92 % (+1,36), SP 13,72 % (+2,17), glp 12,49 % (−1,39), Mitte 9,76 % (+2,46), FDP 9,51 % (−2,00), Grüne 8,59 % (−3,86), EDU 5,30 (−0,61), EVP 3,31 % (−1,07).

## Verkehr

### Öffentlich
Die Gemeinde besitzt neben wichtigen Durchgangsstrassen einen Anschluss an die Oberlandautobahn (A53) Richtung Zürich und Rapperswil SG.
Auch der Anschluss an die öffentlichen Verkehrsmittel ist hervorragend. So besitzt die Gemeinde einen Bahnhof an der S-Bahn Zürich mit viertelstündigen Verbindungen der Linien S 5  und S 15 :
- S 5 Zug – Affoltern a. A. – Zürich HB – Uster – Pfäffikon SZ
- S 15 Rapperswil – Uster – Zürich HB – Oberglatt – Niederweningen
- SN5 Knonau – Zürich HB – Uster – Pfäffikon SZ

Es existieren folgende Buslinien, die durch die Verkehrsbetriebe Zürichsee und Oberland (VZO) bedient werden:
- 880 Bahnhof Rüti – Bad Kämmoos – Bubikon – Wolfhausen – Hombrechtikon – Stäfa Frohberg
- 882 Bahnhof Bubikon – Dürnten – Oberdürnten – Breitenmatt
- 883 Bahnhof Bubikon – Herschmettlen – Hellberg – Bahnhof Wetzikon

Früher war Bubikon ein Eisenbahnknotenpunkt, hier kreuzten sich die Linien der Vereinigten Schweizerbahnen mit der Uerikon-Bauma-Bahn und gewährten in alle vier Himmelsrichtungen Anschluss, so nach Hinwil–Bauma, Rüti ZH–Rapperswil SG, Wolfhausen–Uerikon und Wetzikon–Zürich.

### Strassen
Bubikon ist gut in das Zürcher Oberländer Strassennetz eingebunden. Von Osten mit Verbindungen von Dürnten und Rüti ZH nach Westen mit Hombrechtikon, wobei die Hauptstrasse 336 vom Kreisel Kämmoos nach Hombrechtikon die Hauptader darstellt. Von Norden mit Grüningen, Gossau ZH und Wetzikon nach Süden bis an die Seestrasse von Feldbach ZH, Kempraten SG und Rapperswil SG sind verschiedene Verbindungen gegeben. Anschluss an die Onerlandautobahn bieten die Anschlüsse 10 Dürnten nahe dem Bahnhof Bubikon und 11 Rüti ZH im Kämmoos an der Hauptstrasse 336.

## Sehenswürdigkeiten
Auf einem Nagelfluhsporn im Südosten der Gemeinde steht das Ritterhaus Bubikon. Es wurde 1192 von Diethelm V. von Toggenburg dem Johanniterorden geschenkt und wurde anschliessend zur Kommende ausgebaut. Als Zürich 1525 die Klöster und Orden aufhob, waren die Johanniterkommenden Wädenswil und Bubikon nicht betroffen; jedoch übernahm Zürich von 1528 bis 1532 in Bubikon die Verwaltung. 1570 wurde das Haus letztmals erweitert und ist heute die besterhaltene Johanniterkomturei Europas. Das Haus ist im Besitz der 1936 gegründeten Ritterhausgesellschaft Bubikon, die es unterhält und ein Museum über die Geschichte der Kreuzzüge und der Ritterorden betreibt.

## Galerie

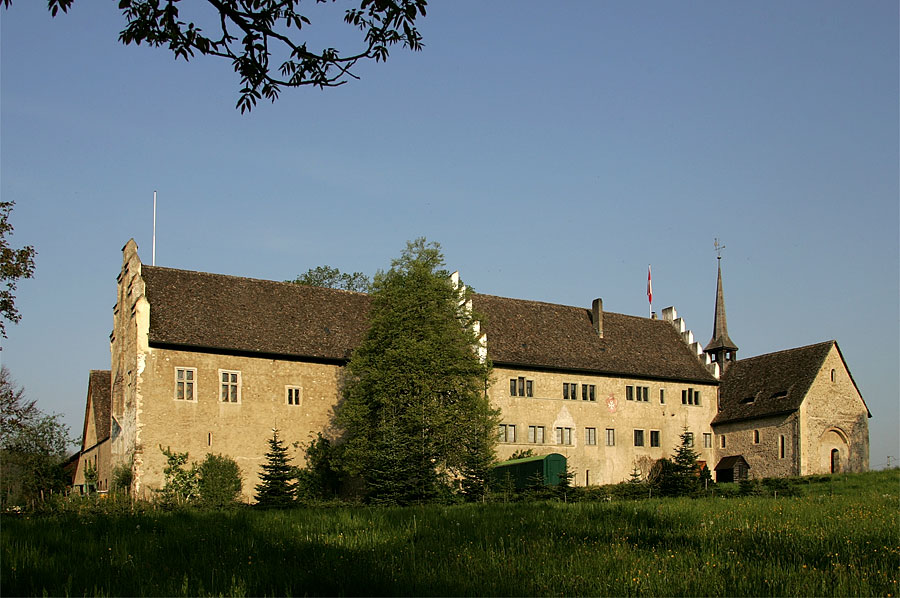
Das Ritterhaus Bubikon
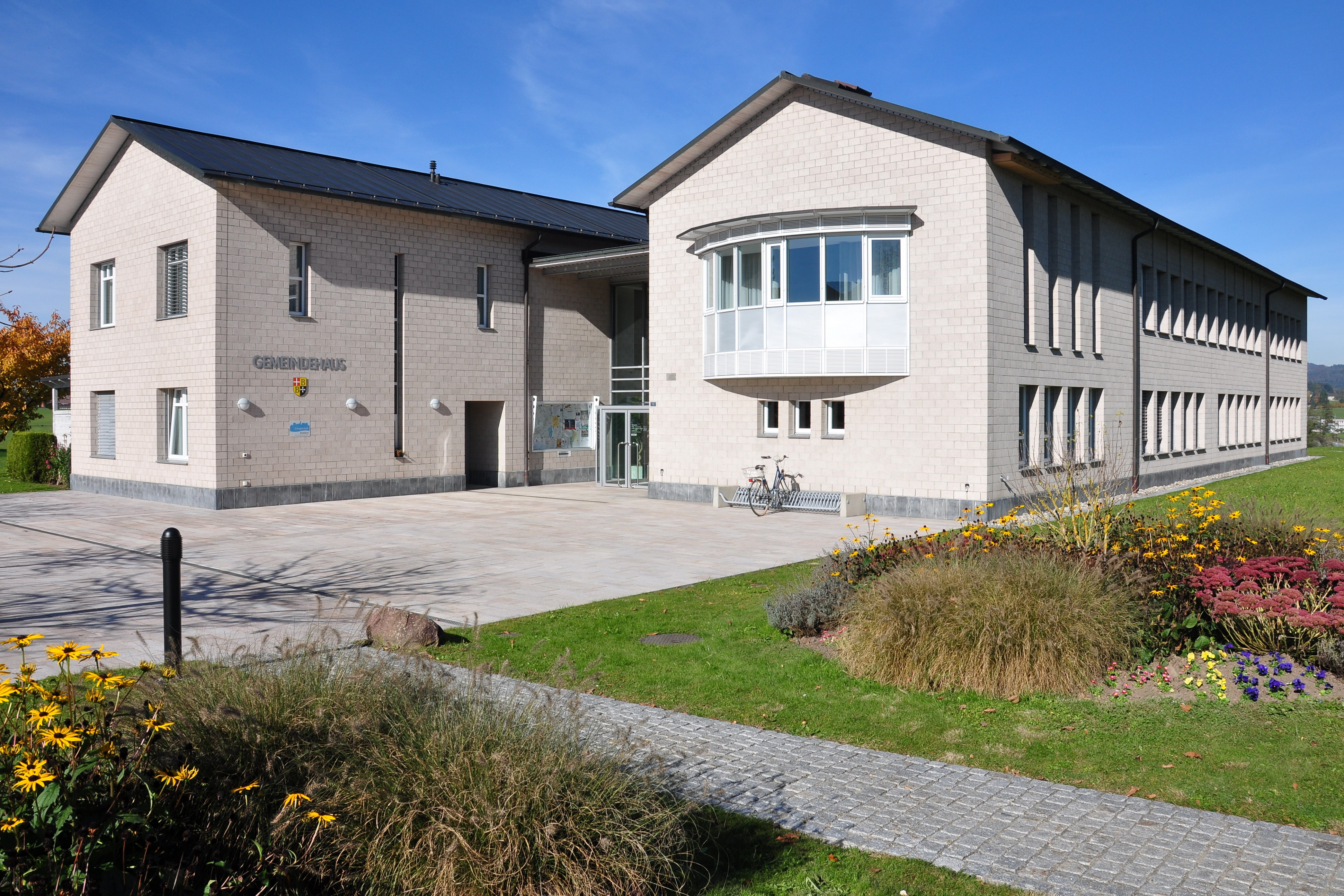
Gemeindehaus
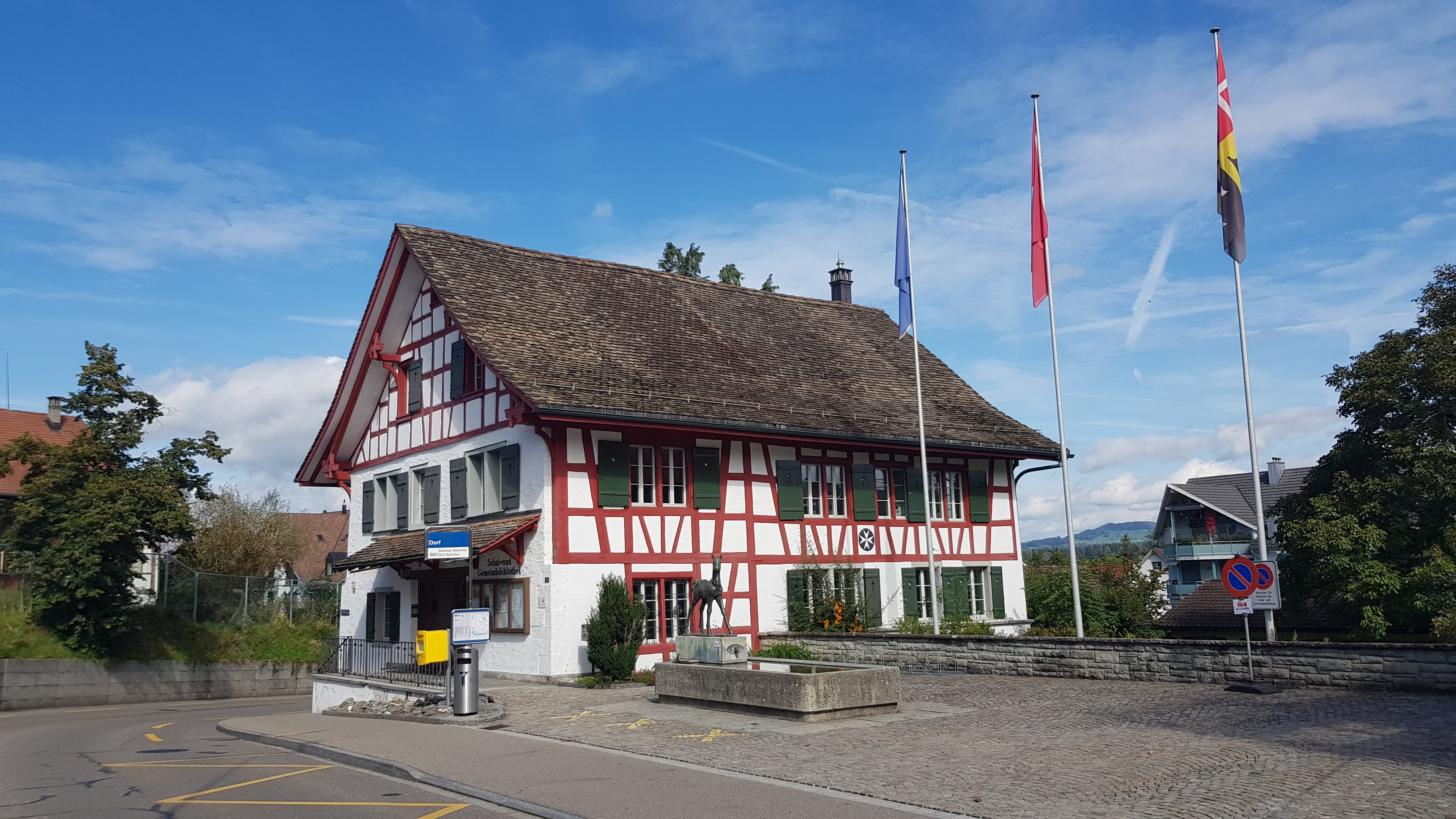
Ehemaliges Wohnhaus des Chronisten Johannes Stumpf
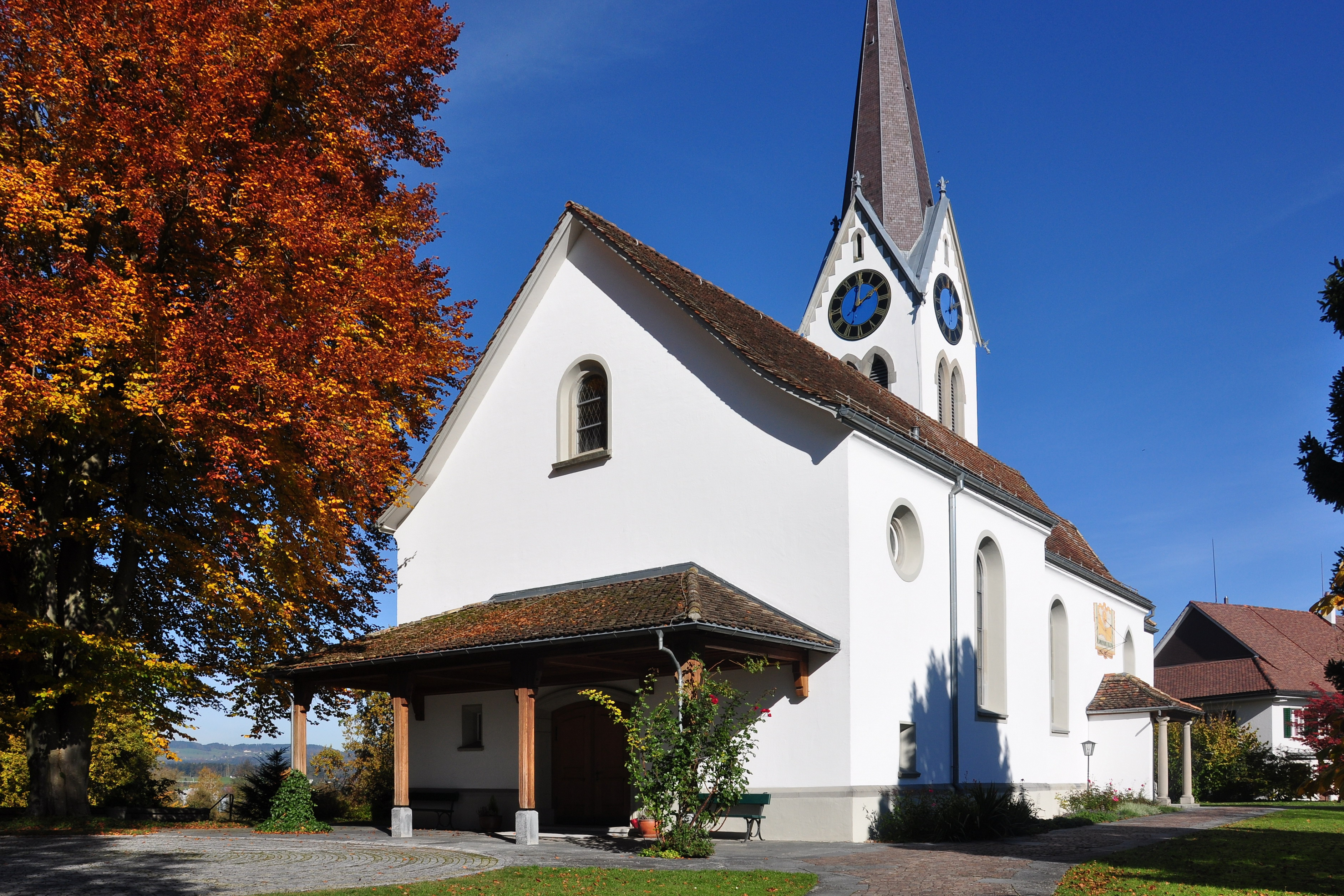
Reformierte Kirche
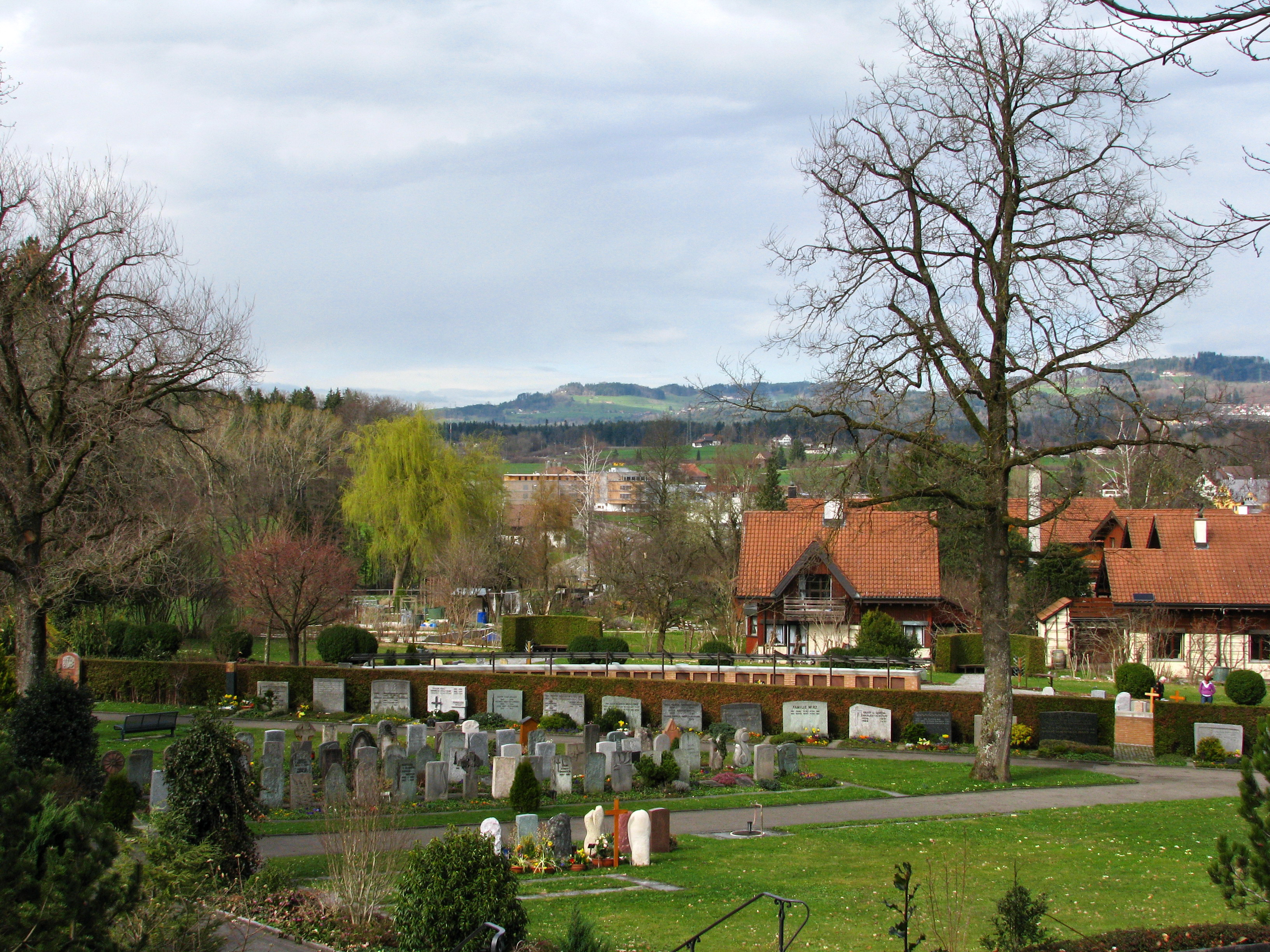
Ansicht vom Friedhof bei der Reformierten Kirche nach Norden
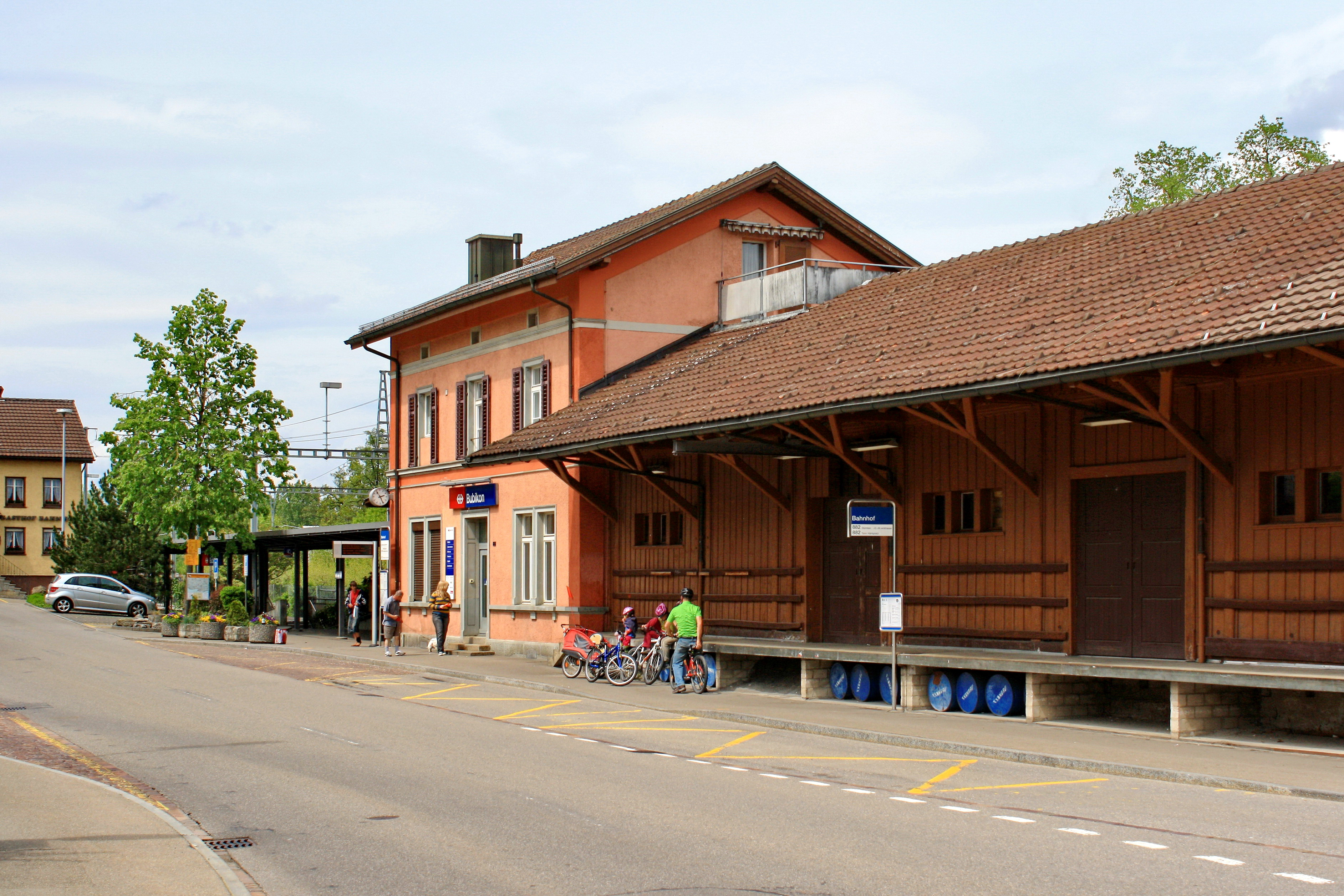
Bahnhof Bubikon vor dem Bahnhofsplatzumbau 2013
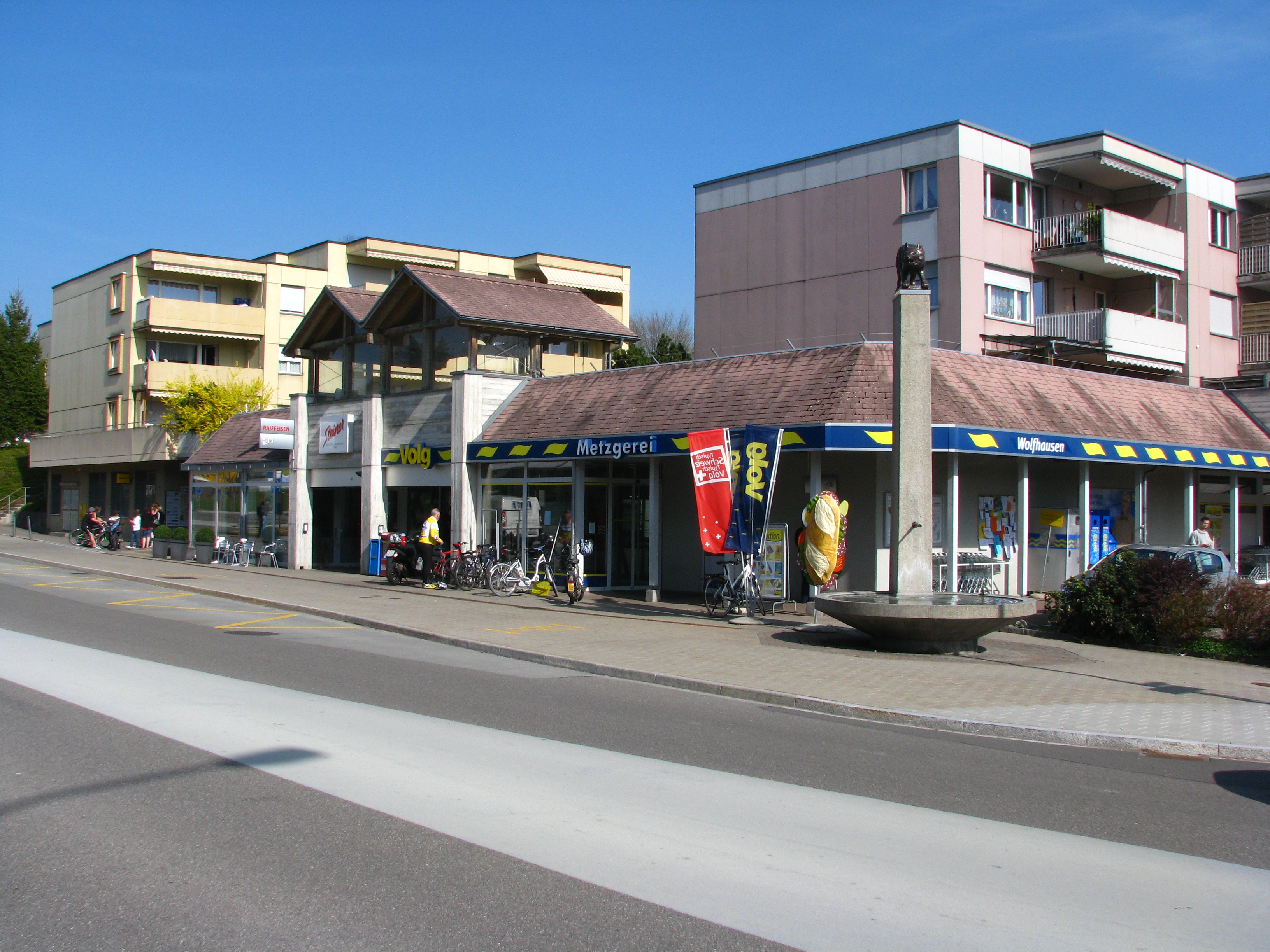
Im Zentrum von Wolfhausen
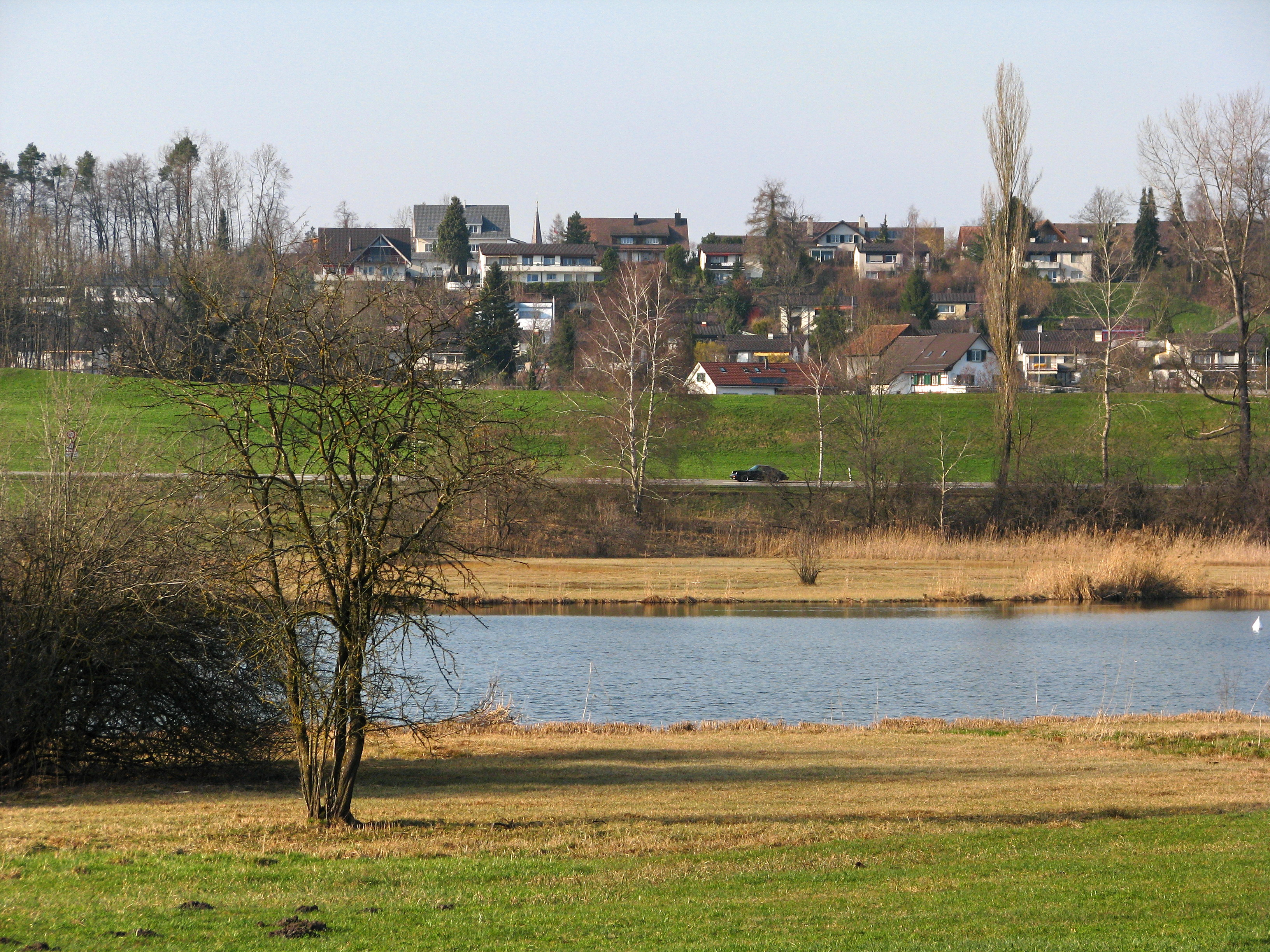
Egelsee
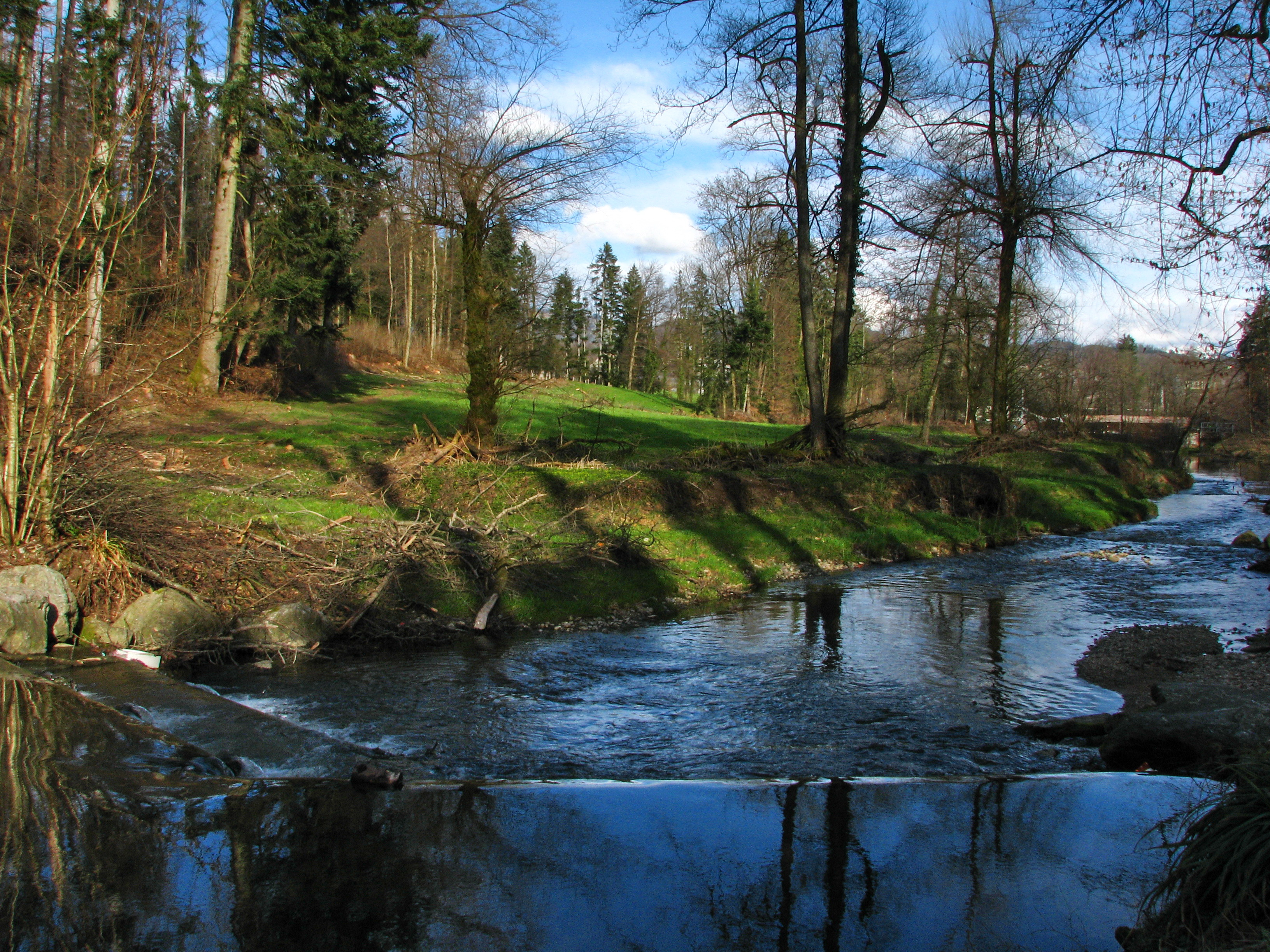
Das Schwarztöbeli zwischen Bubikon und Rüti

## Persönlichkeiten
- Johann Rudolf Stumpf (1530–1592), Antistes in Zürich und Heimatforscher
- Johann Kaspar Hug (1821–1884), Lehrer, Mathematiker und Politiker
- Julius Weber (1838–1906), Kaufmann und Unternehmer
- Werner Weber (1851–1912), Unternehmer und Politiker
- Johannes Schmid-Kunz (* 1964), Volksmusiker, Tanzleiter und Kulturmanager
- Bligg (* 1976), Rapper, wuchs in Wolfhausen und in Schwamendingen auf

## Bubikon als Drehort
2018 war Bubikon, neben Zürich, Stein am Rhein und Neuhausen ob Eck einer der Drehorte für den Kinofilm über das Wirken des Reformators Zwingli.